# Дубовик Сергій Олегович
Дубовик Сергій Олегович (нар.22 квітня 1971, м. Київ) — Заступник Голови        Центральної виборчої комісії, державний службовець I рангу (2004), заслужений юрист України (2006).
Член ЦВК  у 2004 - 2007 роках та  з 2019 року.

## Життєпис
Сергій Дубовик народився 22 квітня 1971 року у м. Києві.
У 1988–1989 рр. працював техніком Інституту хімії поверхні АН УРСР.
З 1989 по 1991 роки проходив службу у лавах збройних сил СРСР.
У 1991–1997 рр. навчався на юридичному факультеті Київського університету імені Т. Шевченка і отримав фах юриста.
З 1995 став начальником юридичної служби ТОВ «Комерційний дім „Анастасія“», а 1996 та у 1999–2003 рр. був головою правління Спілки захисту прав споживачів Залізничного (Солом'янського) району міста Києва — головою Ради Київської міської спілки захисту прав споживачів.
У 1996–1999 та у 2003–2004 роках працював в апараті Верховної Ради України на посаді помічника-консультанта народних депутатів України.
З 1999 по 2002 рік навчався в Українській академії державного управління при Президентові України і здобув кваліфікацію магістра державного управління.
У березні 2004 року призначений на посаду члена Центральної виборчої комісії України.
У грудні 2004 року призначений на посаду члена Центральної виборчої комісії вдруге та обраний секретарем Центральної виборчої комісії України.
У грудні 2004 — червні 2007 року Секретар Центральної виборчої комісії України.
У червні 2007 — березні 2008 року обіймав посаду заступника Міністра України у зв'язках з Верховною Радою України та іншими органами державної влади України.
У березні 2008 — вересні 2013 директор Центру перепідготовки та підвищення кваліфікації працівників юстиції [Архівовано 11 вересня 2011 у Wayback Machine.] Міністерства юстиції України. [Архівовано 26 лютого 2022 у Wayback Machine.]
У жовтні 2013 — квітні 2014 радник Голови Центральної виборчої комісії
У квітні 2014 - жовтні 2019 заступник керівника Секретаріату Центральної виборчої комісії
З жовтня 2019 Заступник Голови Центральної виборчої комісії

## Громадська діяльність
- 1992–2004 рр. — член Соціал-демократичної партії України (об'єднаної), обирався членом Політради партії [Архівовано 29 листопада 2011 у Wayback Machine.].
- 1994–2001 рр. — депутат Залізничної районної ради міста Києва 22, 23 скликань.
- 2001–2004 рр. — депутат Солом'янської районної ради міста Києва І, ІІ скликань.

## Нагороди
- Заслужений юрист України (2006 р.)
- Почесна грамота Кабінету Міністрів України (2010 р.)
- Почесна грамота Верховної Ради України (2012 р.)
- Кавалер ордена «За заслуги» III ступеня (серпень 2014 р.)

## Сімейний стан
Одружений, має 2-х дітей.